# 玄人志向

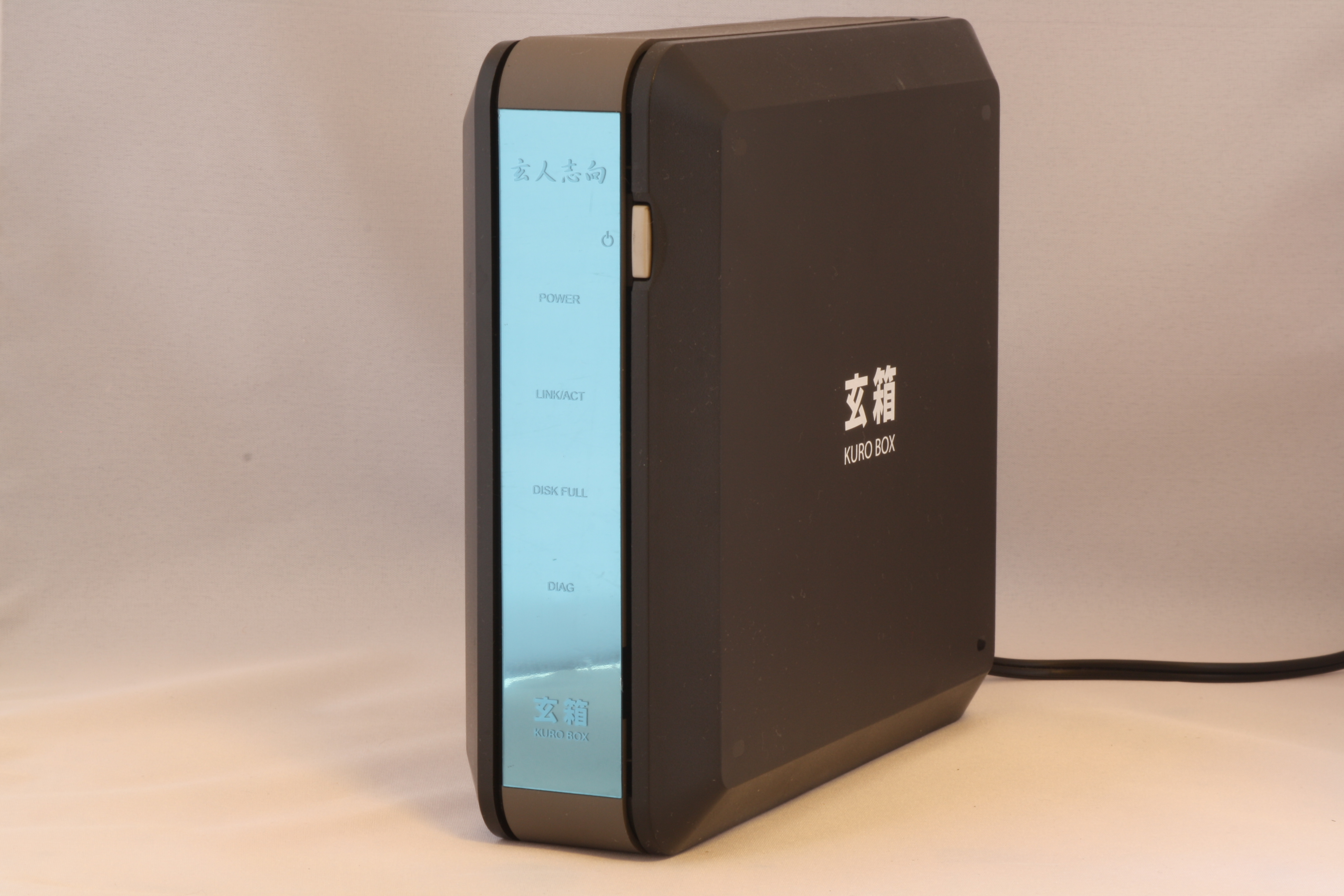
玄人志向NAS硬碟盒「玄箱」

玄人志向（Expert Oriented）為日本電腦硬體零售品牌，與巴比祿同屬Melco控股集團子公司，但玄人志向為一無工廠無生產通路商，主要向海外OEM廠直接進貨後將產品包裝與驅動程式日文化後上市，多數與中國OEM廠合作，例如影馳等廠區。
從玄人志向英文名稱可以看出是面向有一定電腦功力的自組裝DIY玩家。由於中國OEM廠品牌眾多日本消費者多數未聽聞也不理解其品質，玄人志向為建立兩者間接觸管道的概念並給予消費者售後保修信任度，前往外國尋找品質過關的電腦零件，可能來自較有名的代工廠，但也有沒沒無聞的小廠，進入日本後外包裝和手冊、軟體甚至機體外殼等會日文化並提供保固，統一以玄人志向品牌上市。
玄人志向首項產品為2001年的Socket A插槽轉換器「PK-OCK7/EV6」，2004年推出NAS硬碟盒「玄箱」，時至今日產品線較多從顯示卡、ATX電源到各種儲存媒體、轉接器等，其產品定位能在電腦玩家圈站穩腳跟十多年關鍵在於找到了一塊較小但穩定的市場藍海，也就是深圳一帶電子代工廠的繁榮能提供各種日本較少見的物廉價美電腦零件，然而日本DIY玩家群消費者由於語言等因素很難與深圳一帶廠商產生連結購買，也無法去審查工廠品質和接洽需求，這間公司代勞了這一段而在日本創造出價值。

## 外部連結
- 玄人志向 （页面存档备份，存于）
- 謎のサングラス男的X（前Twitter）